# Air Poland
Air Poland Sp. z o.o. (bis 2011 Air Italy Polska) war eine polnische Charterfluggesellschaft mit Sitz in Warschau und Basis auf dem Chopin-Flughafen Warschau.

## Geschichte
Air Poland wurde im Jahr 2007 unter dem Namen Air Italy Polska als Tochtergesellschaft der italienischen Air Italy gegründet. Im Jahr 2011 erhielt sie ihren letzten Namen. Im Februar 2012 wurde sie von Air Italy unter deren neuer Eigentümerin Meridiana Fly an den Investor Swiss Capital Holdings AG verkauft. Im April 2012 meldete sie jedoch Insolvenz an und stellte den Betrieb ein.

## Flugziele
Air Poland bediente von Warschau aus internationale Urlaubsziele mit Fokus auf den Mittelmeerraum.

## Flotte
Mit Stand Mai 2012 bestand die Flotte der Air Poland aus einem Flugzeug:
- 1 Boeing 737-800 (mit Winglets ausgestattet; betrieben für Meridiana Fly)